# Odile Tremblay
Œuvres principales
- Le Bestiaire à pas perdus

Odile Tremblay est une journaliste et auteure québécoise,,.

## Biographie
Née à Québec, elle fait ses études secondaires aux Ursulines ainsi qu'au Collège Jésus-Marie de Sillery et obtient un diplôme d’études collégiales au Cégep François-Xavier-Garneau. De prime abord, elle ne se destine pas à une carrière de journaliste, mais étudie plutôt l’ethnologie à l’Université Laval, au département des Lettres. Son parcours académique l'amène à travailler comme coordonnatrice du centre de documentation du Centre Attikamek-Montagnais. Elle cofonde avec Jacques Lagacé la firme Correction Texte Plus.
On remarque déjà, en début de sa carrière, la rigueur et la connaissance approfondie de la langue française écrite nécessaires au travail de rédaction.
Elle débute dans le monde du journalisme à titre de pigiste. Son parcours sinueux, l’amène à toucher à plusieurs types de journalisme, dans les domaines judiciaire, économique, scientifique, société ou même féminisme. Elle écrit pour toutes sortes de publications allant de la revue Châtelaine, Le Bel âge, en passant par Québec Science.
Elle oriente ensuite son travail journalistique vers les arts, ce qui la mène au monde de la culture pour le journal Le Devoir en 1990.
De 1992 à 1993, elle obtient le poste de directrice littéraire au Devoir, devenant ainsi la responsable du cahier des livres et tient une chronique littéraire.
Ainsi, de 1990 à 2017, à titre de reporter culturelle, elle couvre différentes disciplines artistiques et particulièrement le cinéma. Elle devient alors responsable de cette section pour le quotidien québécois et est attitrée à la couverture des grands festivals de par le monde. Elle couvre les festivals de Cannes, Berlin, Toronto International Film Festival (TIFF), le Festival des films du monde et le Festival du Nouveau cinéma à Montréal, mais s'intéresse aussi à des événements particuliers à l'extérieur des grands centres comme le Festival du cinéma international en Abitibi-Témiscamingue .
Sa plume est souvent incisive et motivante. Elle rencontre des échos importants dans le milieu. Dans à sa chronique en avril 2010, elle rabroue Denys Arcand pour avoir déploré dans une entrevue avec Stéphan Bureau à l'émission Contact de Télé-Québec qu'il avait été peu appuyé au Québec pour son travail. Elle poursuit en faisant l'éloge de l'artiste multidisciplinaire française Sophie Calle avec la pièce Douleur exquise présentée au  Théâtre de Quat’Sous, mise en scène par Brigitte Haentjens. Et la chronique se termine par cette phrase: " Arcand devrait se remettre à tourner…". Proche de Xavier Dolan, elle a accompagné et critiqué la carrière du cinéaste de Mommy.
Dès 1995, elle signait une chronique culturelle hebdomadaire dans laquelle on découvre davantage ses opinions. Elle met en valeur le cinéma d’ici, mais le questionne aussi. Elle met en perspective la création et l'époque tout en analysant les impacts de l’art sur la société. Elle devient l’une des voix importantes du journalisme culturel québécois durant trois décennies avec une signature de qualité, de rigueur et de prestige. Sa chronique culturelle fait école durant de nombreuses années et devient bihebdomadaire en 2015. Elle quitte la permanence au journal Le Devoir en 2017 tout en poursuivant à son compte l'écriture de ses chroniques et sa couverture des festivals.
En 2023, elle quitte ses fonctions de chroniqueuse et se consacre à la littérature. Elle publie aux Éditions du Boréal Le Bestiaire à pas perdus,,.

## Publications
- La lecture, cette école de vie, 2019, revue Les écrits[14].
- Les chats de sa vie, 2019, XYZ, La revue de la nouvelle[15].
- Le Bestiaire à pas perdus, 2024 , illustrations de Marie-Hélène St-Michel (ISBN 9782764628607)[12],[16],[17].

## Prix et distinctions
- 1994 : Prix Jules Fournier [4].
- 2005: Prix Judith-Jasmin dans la catégorie opinion [18].
- 2024 : Hommage lors du Festival du cinéma international en Abitibi-Témiscamingue à Rouyn-Noranda[19].
- 2024 : Remise de la médaille du député par Daniel Bernard de l'Assemblée nationale[20].